# 原住民族文化事業基金會
財團法人原住民族文化事業基金會，簡稱原文會，由原住民族委員會資助於2007年成立，是中華民國唯一兼營廣播電台及無線電視台的媒體機構（類似日本的廣電兼營台）；目的在經營文化傳播媒體事業，並傳承臺灣原住民族文化教育。2014年1月1日，原文會接手經營原住民族電視台，原視與原文會總部遷入中國電視大廈五樓。
2017年8月9日，原文會經營的原住民族廣播電台開播，總部設於中國電視大廈五樓。

## 組織架構
- 董事會
- 監事會
  - 董事長
    - 執行長
      - 副執行長

## 董事會
第五屆董事：瑪拉歐斯、辛夷 、王英洲、Pawan·Tanah沈明仁、馬彼得、陳清河、許志明、陳志銘、Nagal_Kalidoai 納凱兒·卡里多愛、高淑真、Kumu·Watan戴美鳳、王麗萍。

## 重要幹部
- 董事長：希·瑪拉歐斯（雅美族）
- 執行長：何明輝（Alang Galavangang，布農族）
- 副執行長：阿路一‧賈佳法子 (Alui‧Djadjavac，排灣族)
- 新聞部經理：伊書兒‧法林基楠 (Isuth•Malincinan，布農族)
- 節目部經理：恩樂．拉儒亂(魯凱族)
- 廣播部經理：  Pisuy．Masaw (泰雅族)

## 旗下頻道、期刊

### 電子媒體
- 電視：原住民族電視台
- 廣播電台：原住民族廣播電台

### 雜誌
- 《原視界IPCF雜誌 （页面存档备份，存于）》（INDIGENOUS SIGHT IPCF Magazine （页面存档备份，存于））

## 外部連結
- 財團法人原住民族文化事業基金會 （页面存档备份，存于）